# Mordlichter – Tod auf den Färöer Inseln
Mordlichter – Tod auf den Färöer Inseln ist ein deutscher Krimi-Thriller von Ute Wieland aus dem Jahr 2025, der im Auftrag für Das Erste produziert wurde.

## Handlung
Um das Haus ihrer verstorbenen Eltern zu verkaufen, zieht es die zielstrebige Journalistin Johanna zur Kaufabwicklung in ihre Heimat auf die Färöer-Inseln zurück. Ihr eigentliches  Anliegen gerät ins Hintertreffen, als sie an einer Felsenklippe die Leiche eines Tierschützers aus Frankreich entdeckt. Die Leiche hat eine Lanze im Rücken und lenkt damit den Verdacht auf Einheimische, gegen deren blutige Jagd auf Grindwale eine Gruppe von Aktivisten kämpft. Die Ermittlungen nimmt Johannas Jugendfreund Bjørg auf, den sie über ihren Fund informiert hat.

## Produktionsnotizen
Mordlichter – Tod auf den Färöer Inseln wurde unter dem Arbeitstitel Die Toten aus dem Meer vom 26. September bis zum 24. Oktober 2023 auf den Färöer-Inseln und in Nordirland gedreht. Für den Film zeichneten die Wasabi Film GmbH & Co.KG und die Amalia Film GmbH verantwortlich.
In der ARD Mediathek wurde der Film ab dem 27. März 2025 vorab zur Verfügung gestellt. Die Erstausstrahlung erfolgte am 29. März 2025 um 20:15 Uhr auf Das Erste.